# M-Base
Als M-Base-Kollektiv verstanden sich ab 1984 einige junge, afro-amerikanische, in New York lebende Musiker, deren Musik zum Jazz gezählt wird (Steve Coleman, Greg Osby, Cassandra Wilson, Robin Eubanks, Graham Haynes, James Weidman u. a.). Sie tauschten sich aus, spielten miteinander und teilten einige grundlegende Auffassungen, die sie als „M-Base“-Konzept bezeichneten.
Nachdem ihre Musik größere Beachtung fand, griffen Jazz-Kritiker den Ausdruck „M-Base“ auf, um diese Musik zu benennen und stilistisch einzuordnen, was jedoch dem Verständnis der Musiker widersprach. Denn sie strebten keinen einheitlichen Stil an, sondern fanden eine Übereinstimmung in der grundlegenden Orientierung, die den Beteiligten Raum für jeweils eigene musikalische Wege ließ. Eine Reihe von Aufnahmen aus der Zeit von 1985 bis Mitte der 1990er Jahre zeigt allerdings tatsächlich deutliche stilistische Ähnlichkeiten, so dass die Bezeichnung „M-Base“ – mangels einer geeigneteren – für diese Musikrichtung trotz des Einwandes der Musiker gebräuchlich blieb.

## Das M-Base-Konzept
Der Ausdruck „M-Base“ stammt von Steve Coleman und ist einerseits eine Abkürzung für „Macro Base“ (große, weite, starke Basis) und enthält andererseits mit dem Wort „Base“ eine Abkürzung für „Basic Array of Structured Extemporizations“ (grundlegende Anordnung strukturierter Improvisationen). Ziel dieses Konzeptes war eine – sehr weit verstandene – gemeinsame musikalische Sprache, mit der eigene aktuelle Erfahrungen auf kreative Weise ausgedrückt werden sollen und in der sowohl Improvisation als auch Strukturierung wesentlich sind.
Elemente dieser Orientierung sind:
- Gegenwartsbezug
- Improvisation
- Strukturierung
- Belebung der Kreativität
- laufende geistige Weiterentwicklung als Voraussetzung für musikalische Entfaltung
- eine nicht der „westlichen“ Zivilisation entsprechende, vor allem aus afrikanischen Kulturen stammende Sichtweise und Ausdrucksart
- der Einfluss dieser „nicht-westlichen“ Art auf die musikalische Gestaltung, vor allem hinsichtlich der Entwicklung von Rhythmik (siehe auch Polyrhythmik) und Melodik
- die Verbindung der herausragenden Leistungen der Jazz-Geschichte über die Zeiten hinweg durch die Bedeutung dieser Elemente.

Das M-Base-Konzept weist somit in eine Richtung, die etwa an die kreative Energie bei der Entstehung des „Bebop“ denken lässt, an das lose Kollektiv der daran beteiligt gewesenen Musiker und auch an die Art der damals vorangetriebenen musikalischen Ausdrucksformen. Diesem Konzept entspricht somit nicht: eine erstarrte Fortführung der Bebop-Stilistik, eine strukturlose „frei improvisierte Musik“, eine Musik, in der Improvisation keine oder nur eine geringe Rolle spielt, oder für deren Gestaltung geschäftliche Gesichtspunkte maßgeblich sind.

## Die als „M-Base“ bezeichnete Musik-Richtung
Ein erheblicher Teil der an der M-Base-Initiative beteiligten Musiker nahm im Jahr 1991 als „M-Base Collective“ die CD „Anatomy of a Groove“ auf, die auf DIW Records erschien. Die meisten von ihnen hatten bereits davor an CDs des Alt-Saxofonisten Steve Coleman mitgewirkt, dessen Kreativität in diesem Musikerkreis eine zentrale Rolle spielte. Sein – ebenfalls Alt-Saxofon spielender – Freund Greg Osby, dessen Spielweise der Colemans ähnelte, leitete gemeinsam mit Coleman die Gruppe „Strata-Institute“, von der zwei CDs veröffentlicht wurden (die zweite mit Von Freeman als weiterem Leiter). Unter Osbys Namen erschien ab 1987 eine Reihe von CDs mit eigenem Charakter, die das Bild von „M-Base“-Musik mitprägten. Der Tenorsaxofonist und Flötist Gary Thomas war zwar nicht an der M-Base-Initiative beteiligt, seine Spielweise hatte aber Ähnlichkeiten mit der Osbys und Colemans. Er ist auf Aufnahmen Colemans und Osbys zu hören und seine eigenen CDs werden ebenfalls zum M-Base-„Stil“ gezählt. Alle drei Saxofonisten wirkten an der CD „Jump World“ der Sängerin Cassandra Wilson mit.
Greg Osby und auch der Saxofonist Courtney Pine nannten Gary Thomas als den von ihnen meistgeschätzten Tenorsaxofonisten der 1990er Jahre. Von Osby sagte der Pianist Andrew Hill: „Er hat einen unglaublichen Sinn für Rhythmus und harmonische Richtigkeit und wählt die richtigen Noten mit einer Präzision, die für Leute mit seinen technischen Fähigkeiten unüblich ist.“ Steve Coleman wurde vom Klarinettisten und Komponisten Don Byron gar als „Ausnahmepersönlichkeit der amerikanischen Musikgeschichte“ bezeichnet.
Neben Coleman, Osby und Thomas trugen weitere Musiker zur Bedeutung und Vielfalt der M-Base-Szene bei, die in vielen Richtungen offen blieb.

### Charakteristik
Dem M-Base-Konzept entsprechend bauten Coleman, Osby und Thomas unter anderem auf der aktuellen, afro-amerikanischen Groove-Musik (Funk usw.) auf – vergleichbar mit Charlie Parker und John Coltrane, deren Musik im Blues und Rhythm & Blues ihrer Zeit gegründet war. Ähnlich wie Parker und Coltrane steigerten sie die Herausforderung für die Improvisation, indem sie ihre Musik komplex strukturierten, und zwar insbesondere auch in rhythmischer Hinsicht. Vor allem Steve Coleman schuf – nach Ekkehard Jost – „zirkuläre und hochgradig komplexe, polymetrische Patterns, die sich jedoch ungeachtet ihrer internen Komplexität und Asymmetrie durchaus den tanzbaren Charakter von populären Funkrhythmen bewahren“. Zusammenfassend schrieb Jost über die Musik Colemans um 1990: „Insgesamt gesehen ist dies eine sehr intelligente und dabei demonstrativ schwarze Musik; eine Musik, die hip ist wie schon lange keine mehr zuvor und die mannigfache stilistische Erfahrungen verarbeitet, ohne ihre afroamerikanische Identität preiszugeben.“ Die herausragenden Musiker der M-Base-Bewegung spielen dabei „Großstadt-Grooves“ mit einer technischen Brillanz, die in der Jazz-Literatur als „fast erschreckend“ beschrieben wurde.

### Die weitere Entwicklung
Die Ziele des M-Base-Konzeptes waren mit den Forderungen des Musikmarktes nur begrenzt vereinbar. Für viele der ursprünglich Beteiligten blieb die M-Base-Initiative ein Sprungbrett, das ihnen Beschäftigungen in konventionelleren Formen des Musikbetriebes verschaffte. Cassandra Wilsons Blues- und Folk-nahe Musik war am ehesten für eine Anpassung an den Geschmack eines größeren Publikums ohne entscheidenden Verlust der musikalischen Qualität geeignet. Sie hat seit 1993 einen Vertrag mit der relativ großen CD-Firma „Blue Note Records“. Zwei CDs von Gary Thomas wurden sogar von der Zeitschrift Down Beat ausgezeichnet, doch blieb das Interesse an seiner eher düsteren, oft zornigen, zuletzt auch schwermütigen Musik auf einen kleinen Hörerkreis beschränkt. 1997 wurde er Leiter der Jazzausbildung am Peabody-Institute in Baltimore, seither hat er keine CD mehr veröffentlicht. Greg Osby steht seit 1990 im Vertrag mit „Blue Note“ und fand einen eigenen Weg für eine Gratwanderung zwischen einem verstärkten Traditionsbezug und der Wahrung seines musikalischen Anspruches. Steve Coleman hat seine Musik im Sinne des M-Base-Konzepts ohne Kompromisse in vielfältiger Hinsicht weiterentwickelt. Er veröffentlichte seine CDs über die kleine französische Firma „Label Bleu“, nachdem sein Vertragsverhältnis zur großen Firma BMG Ende der 1990er Jahre beendet wurde. Im Verhältnis zu seinem Ansehen und Einfluss in Musikerkreisen findet seine Musik wenig öffentliche Beachtung (in Frankreich mehr, im deutschsprachigen Raum kaum).
Der Einfluss der musikalischen Konzepte des M-Base-Musikerkreises – insbesondere Steve Colemans – ist in der Musik von Josh Roseman (Treats for the Nightwalker 2003), Stefon Harris und Steve Williamson, teilweise in der von Ravi Coltrane und der Band Dapp Theorie um Andy Milne sowie auch in Teilen von Jazz-Rap und -Hip-Hop zu hören.